# Yakup Kılıç
Yakup Kılıç  ( 1986. július 13.) török amatőr ökölvívó.

## Eredményei
- 2007-ben bronzérmes a világbajnokságon pehelysúlyban. Az elődöntőben az orosz Albert Szelimovtól szenvedett vereséget.
- 2008-ban bronzérmes az olimpián pehelysúlyban. Az elődöntőben a későbbi bajnok ukrán Vaszil Lomacsenkotól kapott ki.